# Lea Zahoui Blavo
Lea Zahoui Blavo (19 de abril de 1975) es una deportista marfileña que compitió en judo. Ganó una medalla en los Juegos Panafricanos de 1999, y seis medallas en el Campeonato Africano de Judo entre los años 1996 y 2002.

## Palmarés internacional
| Juegos Panafricanos | Juegos Panafricanos       | Juegos Panafricanos | Juegos Panafricanos |
| Año                 | Lugar                     | Medalla             | Categoría           |
| ------------------- | ------------------------- | ------------------- | ------------------- |
| 1999                | Johannesburgo (Sudáfrica) | Medalla de bronce   | –70 kg              |
| Campeonato Africano |                           |                     |                     |
| Año                 | Lugar                     | Medalla             | Categoría           |
| 1996                | Sudáfrica (Sudáfrica)     | Medalla de oro      | –66 kg              |
| 1997                | Casablanca (Marruecos)    | Medalla de plata    | –66 kg              |
| 1998                | Dakar (Senegal)           | Medalla de oro      | –70 kg              |
| 2000                | Argel (Argelia)           | Medalla de oro      | –70 kg              |
| 2001                | Trípoli (Libia)           | Medalla de oro      | –70 kg              |
| 2002                | El Cairo (Egipto)         | Medalla de oro      | –70 kg              |